# Adrien Spinetta
Pour les articles homonymes, voir Spinetta.
Adrien Spinetta, né le 5 octobre 1908 à Budelière (Creuse) et mort le 12 juin 1998 à Versailles (Yvelines), était ingénieur des ponts et chaussées, d'origine Corse, ancien président de l'office universitaire de recherche socialiste et du Conseil général des ponts et chaussées. Il est l'un des rédacteurs de la « Loi Spinetta » (1978).

## Biographie
Son père était directeur d'exploitation de la mine d'or du Châtelet à Budelière : Cyrille Spinetta (1879-1943), ingénieur de l’école des arts et métiers d’Aix-en-Provence, a été responsable de la Section française de l'Internationale ouvrière (SFIO) de la fédération du Tarn et dirigea la Verrerie ouvrière d’Albi de 1911 à 1924. Il était ami de Jean Jaurès.
Adrien Spinetta, né dans la Creuse, travailla en 1947 pour la commission nationale d’études du plan Marshall. Il travailla au cabinet du ministre des transports Jules Moch puis à celui de Christian Pineau. Il a été ensuite directeur de la construction au ministère de la Reconstruction et du logement en 1951, puis directeur du personnel au ministère de l'Equipement. Il était un proche de Guy Mollet.
Président de la commission interministérielle à l’origine de la « loi Spinetta portant sur l'assurance construction », il est aussi vice-président du Conseil général des ponts et chaussées à la fin de sa carrière.
Président de l'office universitaire de recherche socialiste entre 1978 et 1990, Adrien Spinetta est décédé en 1998 à l’âge de 89 ans.
Adrien Spinetta est le père de Jean-Cyril Spinetta.